# Raja Harishchandra
Raja Harishchandra (marathi: राजा हरिश्चंद्र) – indyjski czarno-biały film niemy nakręcony w 1912 roku, wyreżyserowany przez Dadasaheba Phalke. Był to pierwszy indyjski film pełnometrażowy. Jego akcja oparta jest na dziejach mitologicznego Króla Harishchandra.
Do stworzenia filmu zainspirował Phalke film Życie Chrystusa (1906) w reżyserii Alice Guy, który obejrzał w 1910 lub 1911 – podczas oglądania filmu Guy Phalke wyobrażał sobie, że bohaterów chrześcijańskich zastępują bogowie hinduscy i uwierzył w możliwość stworzenia obrazu poświęconego mitologii indyjskiej. Po tym doświadczeniu Phalke wyruszył do Londynu, gdzie nauczył się sztuki filmowej i zakupił niezbędne do nakręcenia filmu materiały. Do ojczyzny powrócił w 1912 i z pomocą swojej żony rozpoczął tworzenie Raja Harishchandra.
Ukończony obraz mieścił się na taśmie o długości 3700 stóp, a jego wyświetlanie za pomocą ręcznie obsługiwanego projektora trwało ok. 50 minut. W filmie nie zagrała żadna kobieta, rolę królowej Taramati zagrał młody mężczyzna.
Pierwszy pokaz filmu odbył się w kwietniu 1913 roku, natomiast jego dystrybucja rozpoczęła się 3 maja 1913. Raja Harishchandra odniósł ogromny sukces, który stworzył podwaliny pod indyjski przemysł filmowy.